# Inokuma Iszao
Inokuma Iszao (猪熊 功; Hepburn: Inokuma Isao; Jokoszuka, Kanagava, 1938. február 4. – Tokió, 2001. szeptember 28.) olimpiai és világbajnok japán cselgáncsozó. Az 1964. évi nyári olimpiai játékokon aranyérmet szerzett nehézsúlyban, az 1965-ös cselgáncs-világbajnokságon a nyílt súlycsoportban szintén aranyérmes volt.

## Élete és pályafutása
15 évesen kezdett cselgáncsozni, majd a Tokiói Tanárképző Egyetemen (ma Cukubai Egyetem) tanult, 1959-ben megnyerte az országos bajnokságot. 1960-ban és 1961-ben legjobb barátja, a későbbi olimpiai ezüstérmes Kaminaga Akio ellen veszített.
Az egyetem elvégzése után a Dzsuntendó Egyetemen, majd a tokiói rendőrségnél oktatott cselgáncsot. Az 1965-ös világbajnokságot követően Inokuma visszavonult a versenyzéstől.
1966-ban a Tokai Építőipari Vállalatnál (東海建設株式会社) vállalt vezető pozíciót, emellett továbbra is oktatott, például a későbbi olimpiai bajnok Jamasita Jaszuhiro edzője is volt. 1993-ban az építőipari vállalat vezérigazgatója lett. 2001-ben szeppukut követett el, feltehetően a vállalat anyagi helyzete miatt.

### Olimpiai szereplése
| Versenyző     | Versenyszám | Csoportkör                                                                 | Csoportkör | Negyeddöntő                             | Elődöntő                  | Döntő                  | Helyezés |
| Versenyző     | Versenyszám | Ellenfél Eredmény                                                          | Hely.      | Ellenfél Eredmény                       | Ellenfél Eredmény         | Ellenfél Eredmény      | Helyezés |
| ------------- | ----------- | -------------------------------------------------------------------------- | ---------- | --------------------------------------- | ------------------------- | ---------------------- | -------- |
| Inokuma Iszao | Nehézsúly   | 4. csoport · Michel Casella (ARG) · GY · Ang Teck Bee (MAS) · visszalépett | 1.         | Kim Dzsongdal (Kim Jong-dal) (KOR) · GY | Anzor Kiknadze (URS) · GY | Doug Rogers (CAN) · GY |          |

## Fordítás
- Ez a szócikk részben vagy egészben  az   Isao Inokuma című angol Wikipédia-szócikk fordításán alapul.  Az eredeti cikk szerkesztőit annak laptörténete sorolja fel. Ez a jelzés csupán a megfogalmazás eredetét és a szerzői jogokat jelzi, nem szolgál a cikkben szereplő információk forrásmegjelöléseként.